# Battlecry Under a Wintersun
Battlecry Under a Wintersun è il primo album in studio del gruppo musicale canadese 3 Inches of Blood, pubblicato nel 2002 dalla Teenage Rampage.

## Tracce
1. Ride Darkhorse Ride - 03:26
2. Destroy the Orcs - 02:13
3. Headwaters of the River of Blood - 03:03
4. Heir to the Chaos Throne - 03:42
5. Skeletal Onslaught - 03:48
6. Journey to the Promiseland - 02:26*
7. Lady Deathwish - 03:44
8. Curse of the Lighthouse Keeper - 03:12
9. Blazing Fires of Evermore - 03:16
10. Hall of Heros - 04:21
11. Balls of Ice - 03:44

- Scritta ed eseguita insieme agli "Streets"

## Formazione
- Cam Pipes - voce
- Jamie Hooper - voce
- Sunny Dhak - chitarra
- Bobby Froese - chitarra
- Rich Trawick - basso
- Geoff Trawick - batteria